# Holmes Hills
Die Holmes Hills sind eine Gruppe aus bis zu 1700 m hohen Nunatakkern und Gebirgskämmen im südzentralen Palmerland auf der Antarktischen Halbinsel. Sie ragen zwischen dem  Runcorn- und dem Beaumont-Gletscher auf und grenzen nach Südwesten an die Brennecke-Nunatakker.
Der United States Geological Survey kartierte sie anhand von Luftaufnahmen der United States Navy aus den Jahren von 1966 bis 1969. Der British Antarctic Survey nahm zwischen 1972 und 1973 Vermessungen vor. Das UK Antarctic Place-Names Committee benannte sie 1978 nach dem britischen Geologen Arthur Holmes (1890–1965), der von 1943 bis 1965 an der University of Edinburgh tätig war.